# Chiesa di Santa Ninfa dei Crociferi

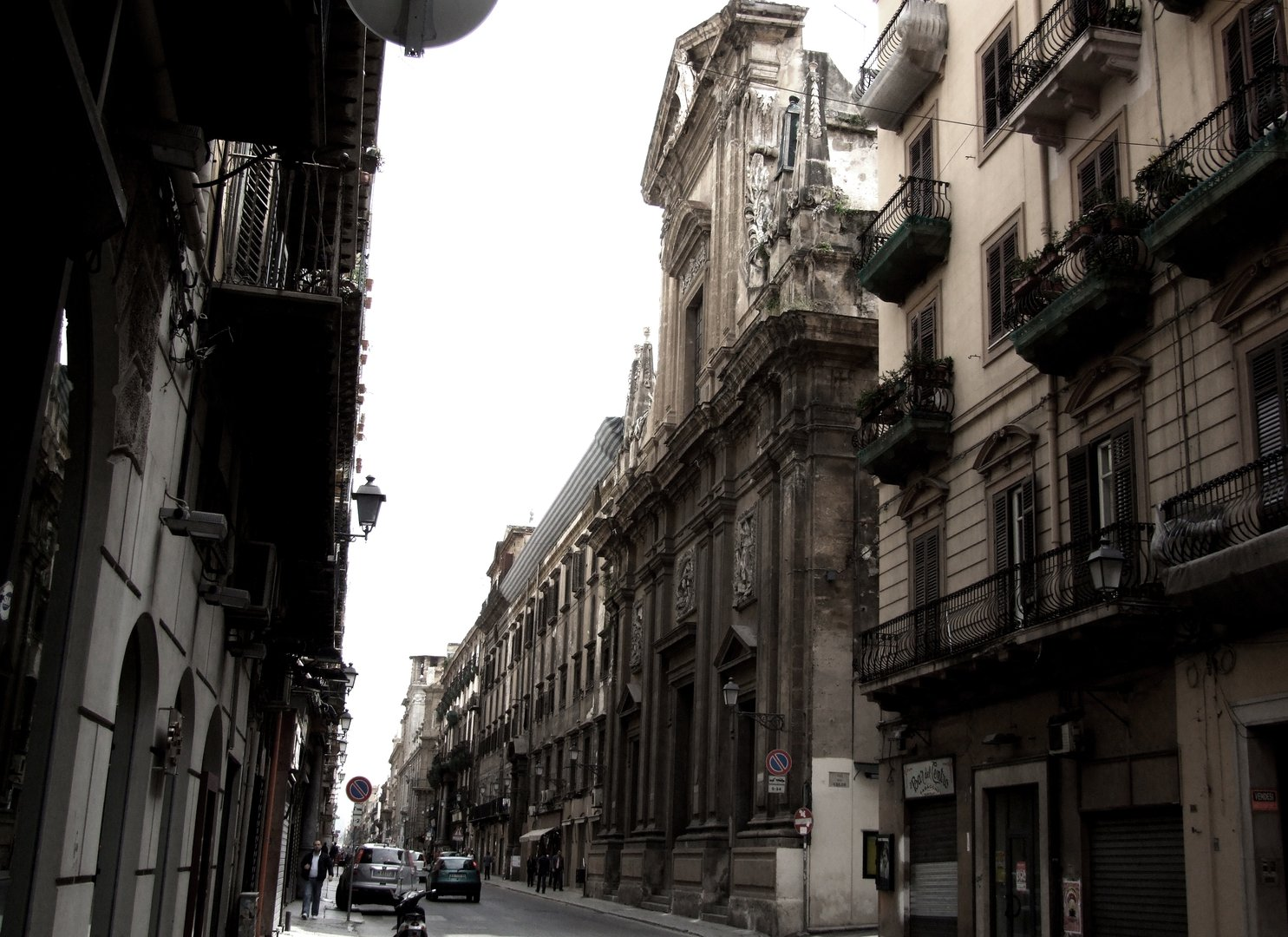
Il prospetto in direzione sud.

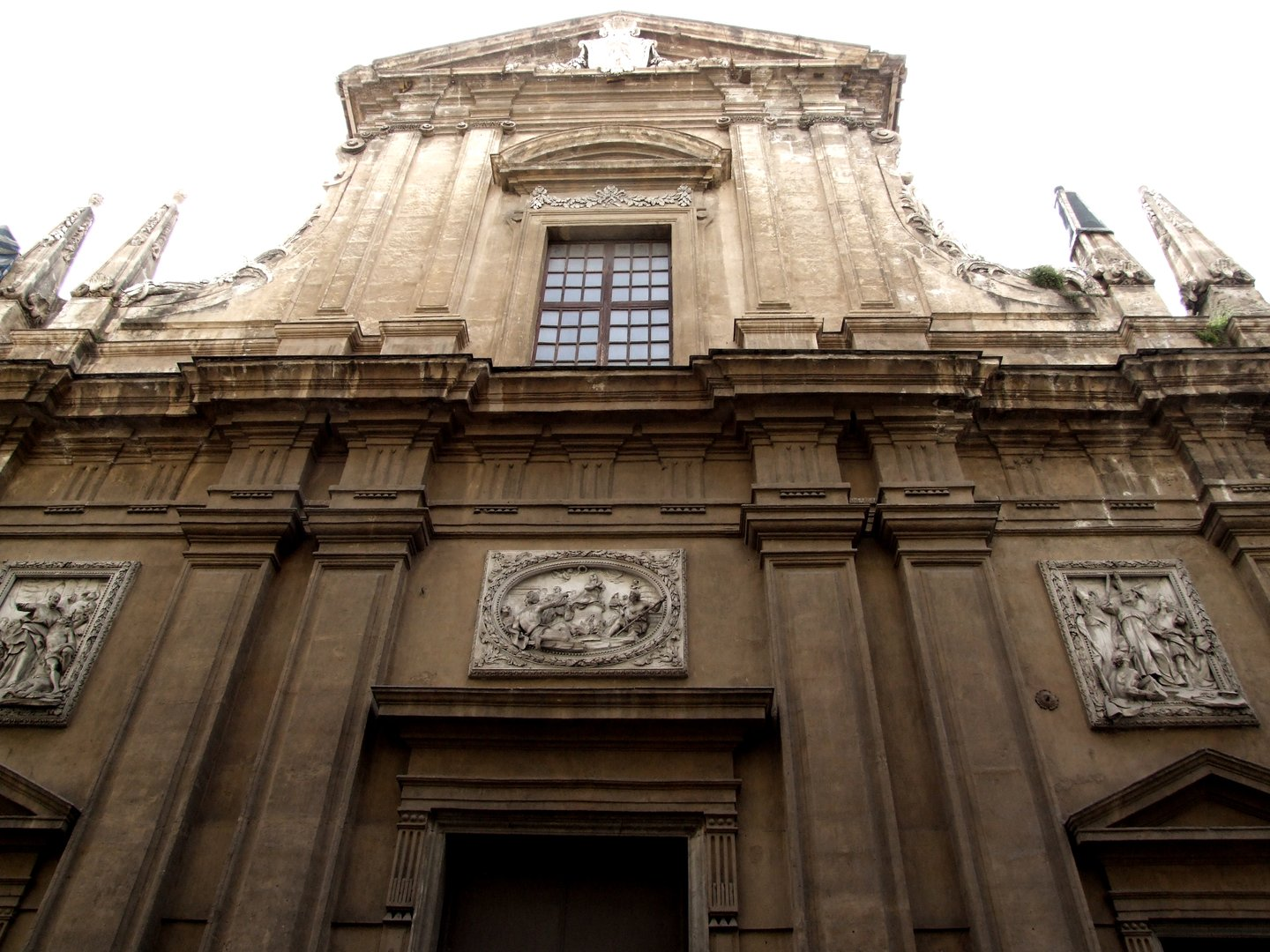
Facciata.

La chiesa di Santa Ninfa dei Crociferi è una chiesa di Palermo, costruita in stile manierista e barocco; altrimenti nota come "chiesa rettoria di Santa Ninfa ai Crociferi" dei religiosi camilliani, è sita nella centrale Via Maqueda, in pieno centro storico nel mandamento di Monte di Pietà - Seracaldio - Capo. Appartiene all'arcidiocesi di Palermo, vicariato di Palermo sotto il patrocinio di Santa Rosalia, arcipretura di Palermo.

## Storia

### Epoca spagnola
La chiesa di Santa Ninfa dei chierici regolari Ministri degli Infermi (più noti come "Crociferi") fu una delle prime architetture religiose costruite dopo l'apertura di Via Maqueda. La costruzione fu avviata il 10 agosto 1601 con la cerimonia di posa della prima pietra, alla quale partecipò anche il fondatore dell'ordine religioso, Camillo de Lellis. La realizzazione dell'opera fu incentivata dal Senato palermitano e sovvenzionata con donazioni di nobili famiglie palermitane spinte dalla stima nei confronti del servizio offerto dai crociferi ai sofferenti ed ai moribondi.
Nella stessa area destinata alla costruzione della chiesa, sul margine del mandamento dedicato alla stessa santa, venne costruita la casa dei padri crociferi. Il progetto originario, molto probabilmente fu ideato a Roma, ma a Palermo vi furono impegnati Giovanni Macolino, Giacomo Amato, G. Clemente Mariani, Ferdinando Lombardo e Giuseppe Venanzio Marvuglia. La chiesa fu aperta al culto nel 1660, ma difficoltà finanziarie ne rallentarono il completamento. La facciata, ideata da Ferdinando Lombardo e concepita secondo gusti rinascimentali, fu iniziata nel 1687 e venne ultimata solo attorno al 1750.

### Epoca contemporanea
Una dépendance dei Padri Crociferi era esterna all'area urbana ed era costituita dal Baglio dei Crociferi che sorge presso il quartiere Noce. Al tempo della sua edificazione era un complesso agricolo residenziale nella periferia estrema della città, costituito da un corpo centrale con magazzini e da una grande cappella sul lato destro del prospetto che si affacciava sul cortile del  baglio al cui centro sorgeva un fontanile.
Il baglio era chiuso da alte mura e vi si entrava attraverso un alto portale,  tuttora esistente,   decorato con grosse bugne rilevate. Negli anni '60 del novecento il cortile fu aperto sul lato nord, ed attualmente è attraversato dalla via Tommaso Aversa.

## Architettura e arte

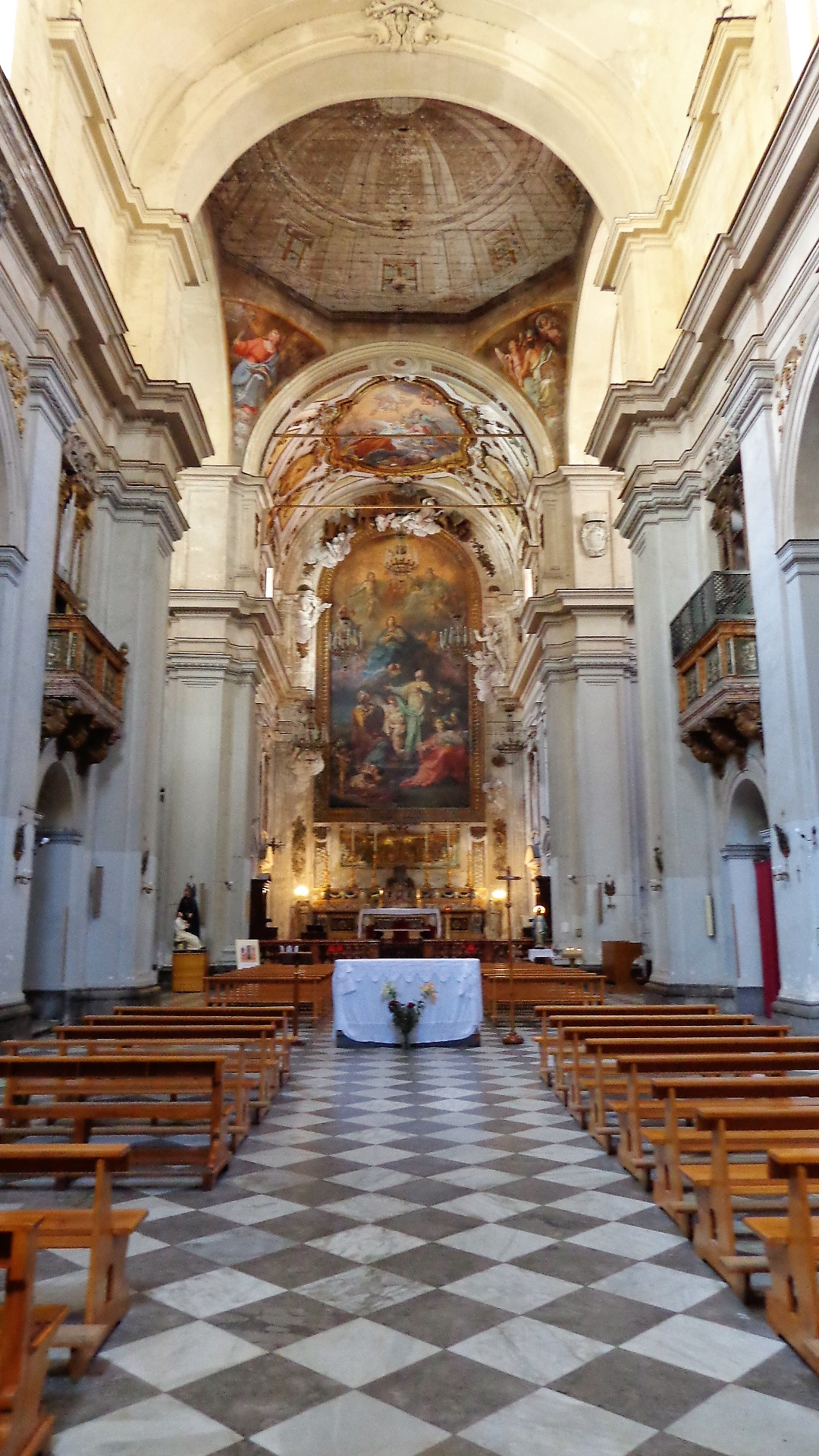
Navata.

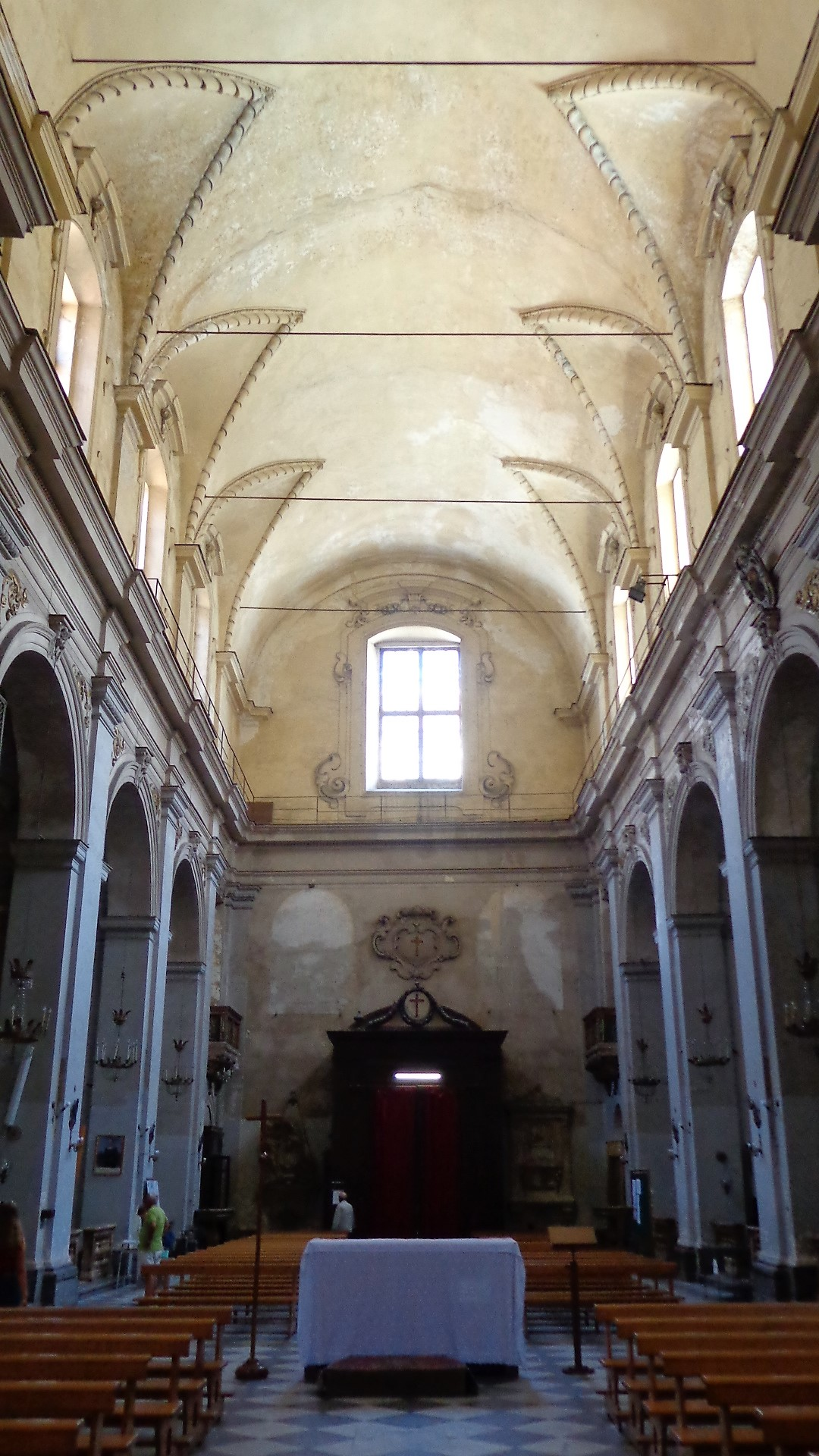
Controfacciata.

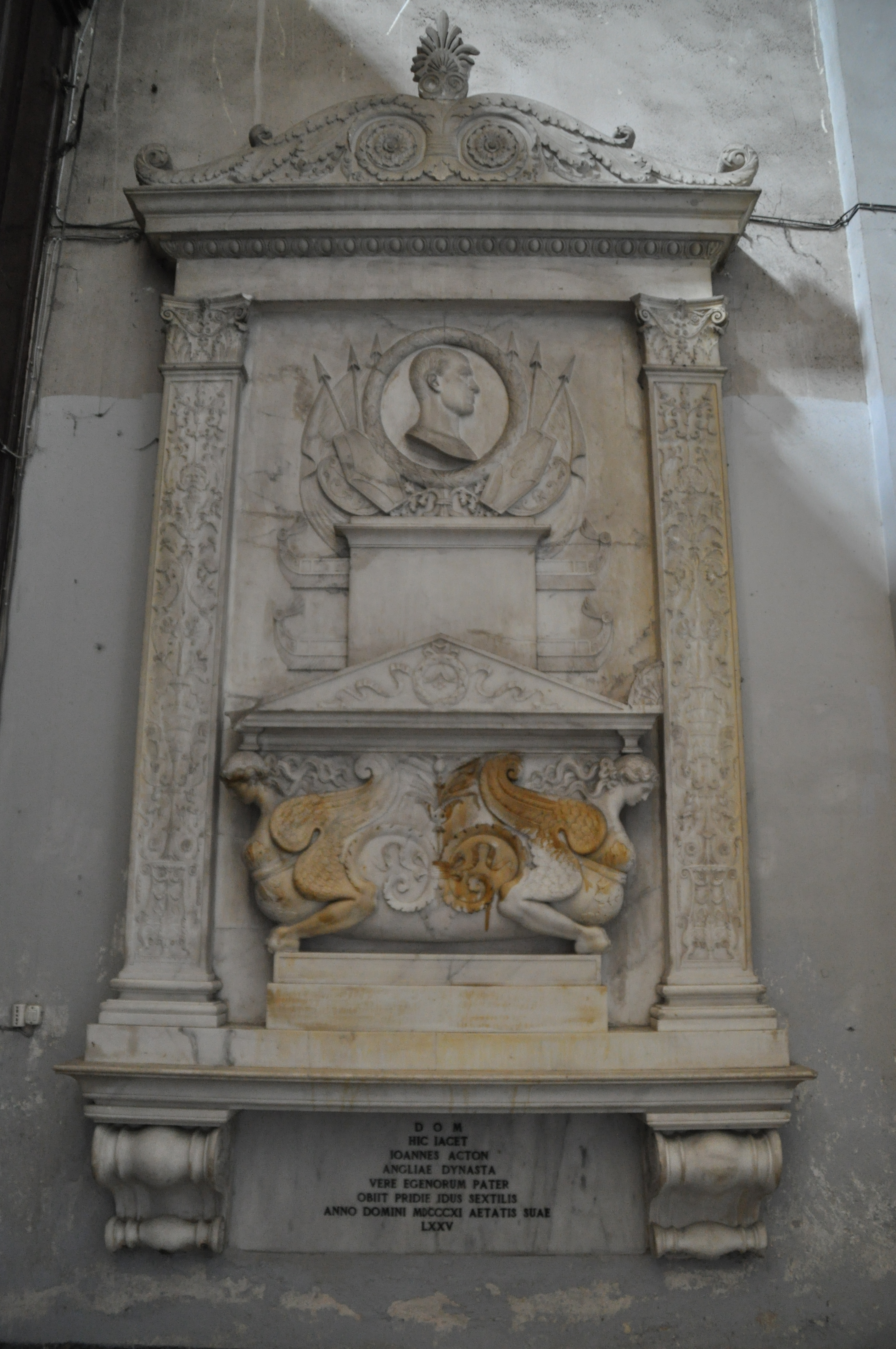
Monumento funebre a John Acton.

L'accesso alla chiesa è garantito da tre portali sormontati da rilievi in stucco: i due riquadri laterali, opera di Vittorio Perez, raffigurano Camillo de Lellis che cura i malati e La posa della prima pietra dell'edificio; quello posto sopra il portale centrale raffigura il Martirio di Santa Ninfa realizzato da Gaspare Firriolo. Nella parte destra della facciata è presente una cappella in cui dal 1722 è custodita una scultura in mistura raffigurante l'Ecce Homo.
L'assetto interno è simile a quello di tanti altri edifici religiosi del periodo della Controriforma, derivato principalmente dalla chiesa del Gesù e dallo stile del Vignola, con lo schema a croce, composto da un vasto presbiterio quadrato al termine di un'unica navata sormontata da una volta a botte, affiancata da sei (tre per lato) cappelle comunicanti.

## Interno

### Navata destra lato nord
Sulla navata sinistra si aprono le seguenti cappelle tra loro intercomunicanti, nell'ordine:
- Prima campata sinistra: Cappella di San Giuseppe, sull'altare campeggia la pala raffigurante il Transito di San Giuseppe. La Cappella è progettata ed eseguita dall'architetto pistoiese Giuseppe Clemente Mariani dell'Ordine dei Crociferi, in essa sono attualmente esposte le opere di Guglielmo Borremans, oltre alla pala principale sono custoditi i dipinti raffiguranti La Sacra Famiglia e San Giuseppe Falegname.[10]
- Seconda campata: Cappella di San Venanzio, sull'altare una pala d'autore ignoto raffigurante il Martirio di San Venanzio inserito in una cornice in stucco attribuibile a Giacomo Serpotta o al figlio Procopio. Antonio La Barbera è l'autore dei dipinti ad olio che ornano la Cappella ritraenti rispettivamente San Liborio, San Venanzio e il Padre Eterno.[10]
- Terza campata: Cappella del Sacro Cuore. La statua ottocentesca del Cuore di Gesù domina l'altare, sulla volta della cappella è presente un affresco raffigurante la Vergine Assunta. In passato dedicata alla Santissima Vergine e patrocinata dalla famiglia Bologna.[10] Nella primitiva realizzazione, la Cappella ospitava la statua di scuola gaginesca della Madonna oggi custodita in sacrestia, opera commissionata da Don Baldassarre Bologna detentore del patronato della cappella medesima.[11]

### Navata sinistra lato sud
Sulla navata sinistra si aprono le seguenti cappelle tra loro intercomunicanti, nell'ordine:
- Prima campata sinistra: Cappella di Santa Rosalia e di San Filippo Neri, sono presenti affreschi eseguiti da Alessandro D'Anna raffiguranti sulla destra San Filippo Neri in Gloria, a sinistra, Santa Maddalena penitente. In passato dedicata a San Luigi Gonzaga.[12]
- Seconda campata: Cappella della Madonna della Salute precedentemente dedicata a San Liberale e Sant'Evansia, presenta i dipinti San Liberale, Sant'Evansia e la Madonna della Salute su tavola lignea ispirata allo stesso soggetto presente nella Chiesa di Santa Maria Maddalena sede della casa dei Crociferi o Ordine dei Camilliani in Roma. Di stile serpottesco le statue in stucco ai lati dell'altare, figure allegoriche della Giustizia e della Penitenza.[12]
- Terza campata: Cappella del Santissimo Crocifisso. Domina l'altare un Crocifisso barocco, sull'arco è riprodotto lo stemma araldico della famiglia Marassi - Drago. Alla base della croce le statue in stucco di San Giovanni, Santa Maria Maddalena e di Maria Vergine opere attribuite a Giacomo Serpotta. Il patronato della cappella è appartenente alla Famiglia di Giovan Battista Marassi, la cui cripta, posta al centro del pavimento della cappella è segnalata con una lapide in marmi mischi. Alla parete destra i monumenti funebri di Giovan Battista Marassi, duca di Pietratagliata, e di Girolamo Marassi Drago, barone di Fontana Salsa, manufatti di eleganti forme rococò progettati da Paolo Amato. Alla parete sinistra il medaglione marmoreo con ritratto di Tommaso Santoro posto sulla lapide commemorativa. I Marassi furono i committenti dell'ampliamento barocco di Palazzo Alliata di Pietratagliata a Palermo. Richiede urgenti lavori di restauro l'Adorazione del Serpente di bronzo, affresco tardo seicentesco posto sull'arco.[12]

### Transetto
Il transetto è caratterizzato dalla presenza di due cappelloni:
- Altare sinistro altrimenti noto come Cappellone di San Camillo di Lellis: in origine dedicato a San Carlo Borromeo e con la beatificazione del Santo dei Camilliani intitolato a San Camillo de Lellis.[12] L'altare, opera di Gaspare Serenari, è in legno stuccato riproducente colonne in finto marmo, il dipinto centrale raffigura San Camillo che ascende al Cielo sospinto da putti, uno di essi tiene in mano il libro della Regola dei Ministri degli Infermi. Sulla trabeazione sono presenti due figure allegoriche: a sinistra la Carità che tiene un cuore in mano, simbolo della Fede, con un putto alato che regge una colonna di fiori simbolo della Speranza; a sinistra un putto alato che regge un ramoscello fiorito, simbolo delle virtù del Santo. In alto, altri due putti sostengono lo stemma dei Crociferi. Una teca posta sulla mensa contiene alcune reliquie del Santo e un busto di cera ricavato immediatamente l'avvenuto decesso.
- Altare destro conosciuto come "Cappellone della Madonna Addolorata": in origine dedicato a Santa Ninfa e con la realizzazione del maestoso dipinto posto sull'altare maggiore, intitolato alla Madonna Addolorata.[12] La primitiva pala d'altare è andata perduta, oggi sul piedistallo posto sulla mensa è presente la statua della "Madonna Addolorata" attribuita a Giuseppe Milanti. Ai lati è possibile ammirare le statue di due profeti rispettivamente: a sinistra Simeone opera di Andrea Sulfarello, a destra Geremia opera di Gaspare La Farina. Il monumento funerario della nobildonna Petronilla Lombardo è incastonato nella parete est del semitransetto.

### Presbiterio - altare maggiore

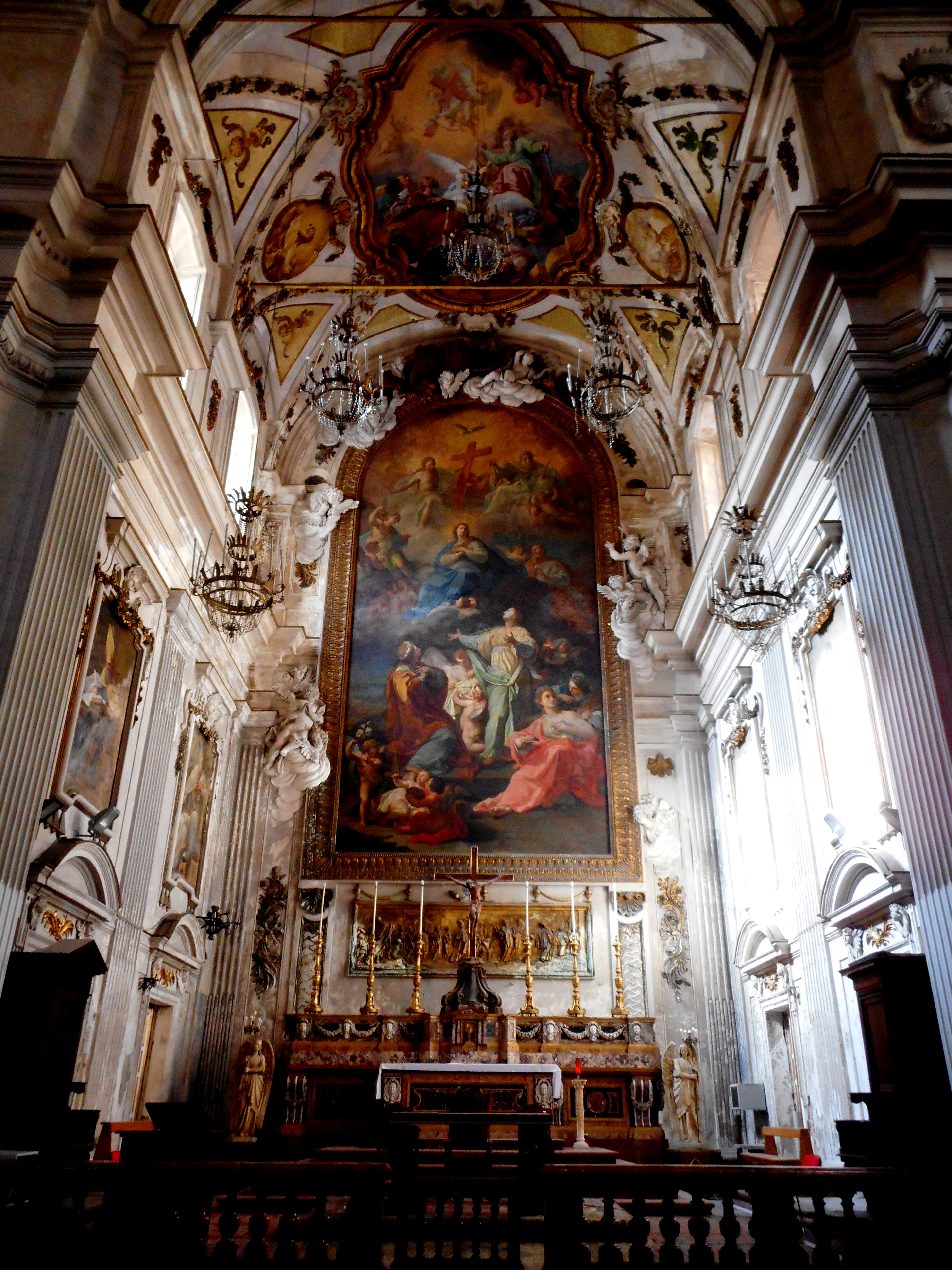
Presbiterio e altare maggiore.

Il presbiterio, costruito tra il 1624 ed il 1649, è caratterizzato dalla presenza del grande dipinto, opera di Gioacchino Martorana, raffigurante Santa Ninfa attorniata dalle altre sante patrone palermitane Rosalia, Agata ed Oliva al cospetto della Trinità, della Vergine Maria e di san Giuseppe. Il dipinto ad olio, fra i più estesi esistenti, è commissionato, patrocinato e donato dalla nobildonna Francesca Perollo, marchesa di Lucca Sicula. Dietro l'altare è posizionato il sarcofago in diaspro nero del coniuge della benefattrice, Francesco Lucchesi Palli.
Inoltre lo stesso Martorana è l'autore sia dei quadroni a fresco siti sulle pareti del coro e raffiguranti i Dottori della Chiesa, a destra San Girolamo e San Gregorio Magno, a sinistra Sant'Agostino e Sant'Ambrogio, che dell'affresco della volta, raffigurante il Trionfo della Croce tra gli Apostoli, due medaglioni raffiguranti San Pietro e Sant'Andrea.
Sotto l'affresco è presente un rilievo in stucco dorato, attribuito a Vittorio Perez, che rappresenta la Traslazione delle reliquie di Santa Ninfa nella Cattedrale di Palermo avvenuta nel 1593.
L'altare in marmo è realizzato da Giuseppe Venanzio Marvuglia. Nel XIX secolo è stata dipinta a trompe l'oeil all'incrocio del transetto una falsa cupola opera di Gaetano Riolo. Con la stessa tecnica raffigurante delle tende scostate, due balconcini dorati retti da putti attribuibili allo stesso Riolo.
Tra gli altri artisti impegnati nell'arricchimento artistico della chiesa vi furono anche lo scultore Giacomo Serpotta ed il pittore fiammingo Guglielmo Borremans.
Nella chiesa sono presenti anche alcune reliquie di San Camillo de Lellis e numerose sepolture.

## Sacrestia

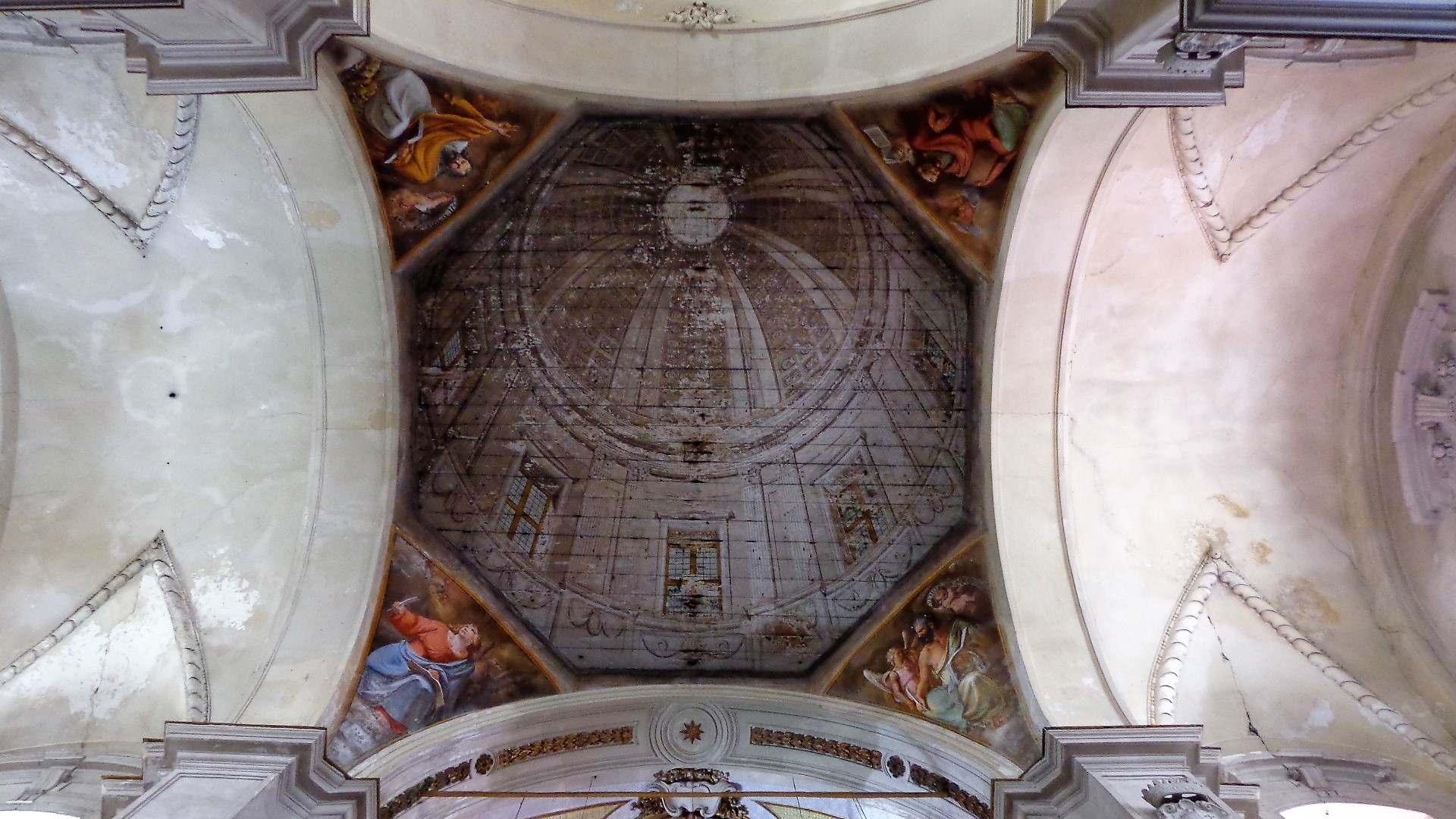
Crociera, pennacchi e cupola fittizia.

Nei locali sono documentate le seguenti opere:
- XVII secolo, Santa Cecilia,[3][13] dipinto olio su tela di Antonino Alberti detto il Barbalonga, riproduzione fedele del quadro del Domenichino, opera custodita al Museo Diocesano.
- ?, Madonna con Bambino, quadro di Giovanni Lanfranco.[13]
- XVII secolo, Crocifissione, olio su tela di Giuseppe d'Alvino detto il Sozzo, opera custodita nel Museo Diocesano di Palermo.[13]
- ?, Ostensorio, regalo della mecenate a Giacomo Amato, architetto, autore del prospetto.[13]

## Casa di Santa Ninfa
{Sezione in aggiornamento}
Casa Professa dei Crociferi. Grandioso edificio con magnifica facciata sulla Strada Nuova.
- 1736, Congregazione dei Sacerdoti secolari sotto il titolo della «Carità di San Pietro».[14]
- ?, Scala balaustrata in pietra di libeccio rosso, opera di Giacomo Amato, architetto autore del prospetto.[15]
- ?, San Camillo de Lellis, manufatto in stucco, opera attribuita a Giacomo Serpotta.
- Celle dormitorio.[14]
- Infermeria.[14]
- Libreria.[14]

Dopo l'emanazione delle leggi eversive il patrimonio librario confluì parzialmente nelle strutture della Biblioteca comunale di Casa Professa.

I portici del chiostro

## Oratorio della Carità di San Pietro

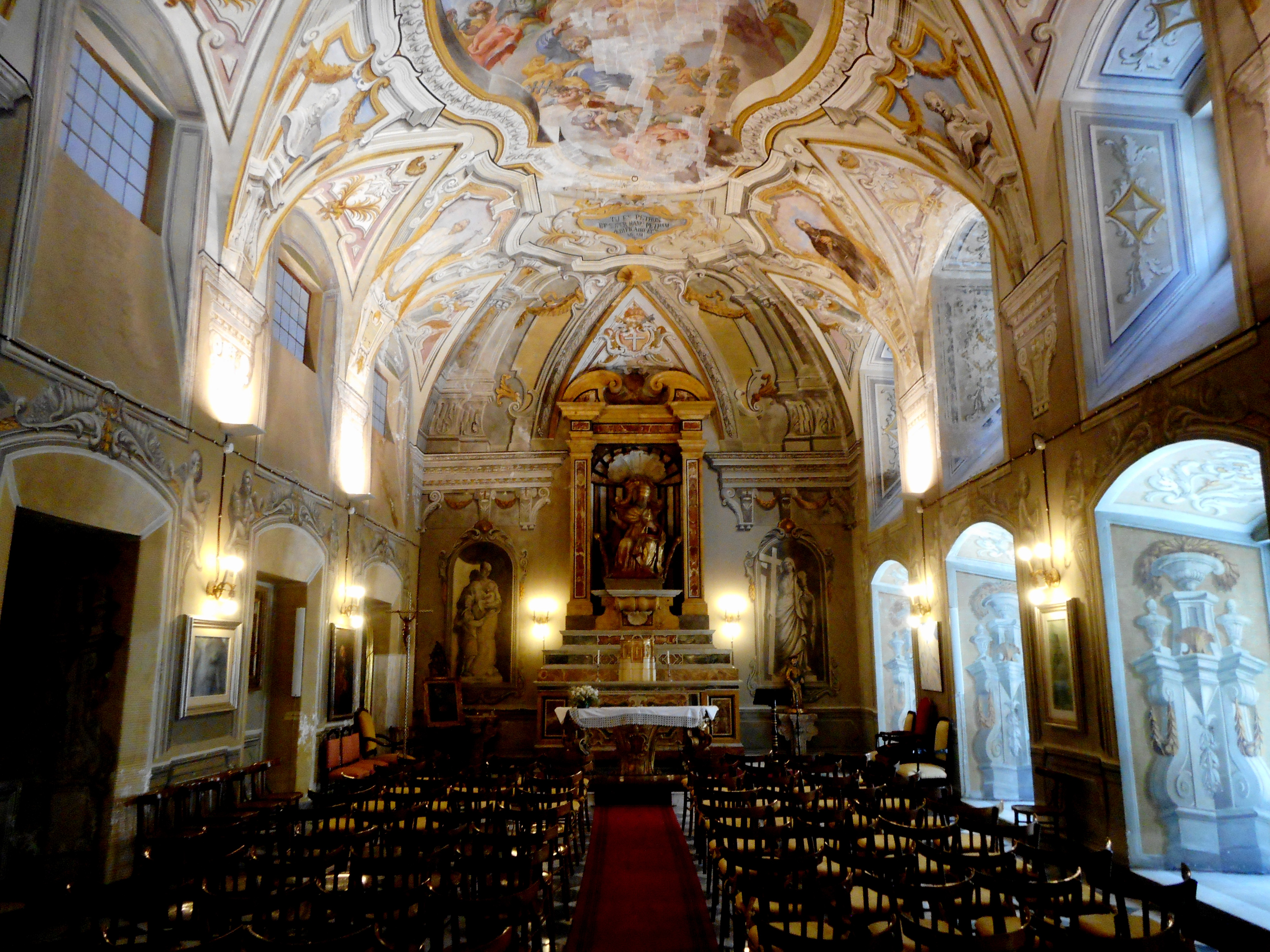
Oratorio della Carità di San Pietro.

Oratorio della Carità di San Pietro presso Casa Professa dei Crociferi.
Ambiente risalente al 1608, presenta gli interni interamente affrescati dal fiammingo Guglielmo Borremans e dalla sua bottega nel 1738. Le decorazioni riportano delle finte architetture sulle pareti, culminano nell'affresco della volta raffigurante la Liberazione di San Pietro dal carcere e quello centrale dell'aula con la Gloria di San Pietro. L'oratorio mutò fortemente il suo assetto alla fine del XIX secolo, a causa di rimaneggiamenti finalizzati alla creazione di vani al pian terreno destinati ad uso bottega.

## Personaggi sepolti
- Paolo Amato, architetto.[13]
- Vincenzo Amato, musicista.[13]
- John Acton, politico, monumento parietale a sinistra dell'ingresso.
- Francesco Lucchesi Palli, marchese e barone di Lucca Sicula, sotto la gran pala del Martorana.

## Galleria d'immagini
Altari navata destra

Altari navata sinistra